# リュソン
リュソン （Luçon）は、フランス、ペイ・ド・ラ・ロワール地域圏、ヴァンデ県のコミューン。リシュリュー枢機卿はバ・ポワトゥー（低ポワトゥー）の宗教上の中心地であるリュソン司教座で司教を務めたことがある · 。

## 地理
リュソンはヴァンデ南部、マレ・ポワトヴァン地方と接するグラン・プレーヌ地方にある。コート・ド・リュミエール（fr）への玄関口にある。県都ラ・ロッシュ＝シュル＝ヨンとは33km離れている。

## 由来
このかつての漁村はその名をLucioといった。ラテン語ではLuciusとなりカワカマスを意味する。この名前はコミューンの紋章にも描かれている。

## 歴史
海にほど近くで人の意思から誕生したリュソンは、常に海と密接につながってきた。自然の水路からできた手入れの行き届いた運河で接続されていたからである。中世、修道士たちは広大な湿地の海に向けた開拓に貢献した。港の存在、キリスト教の司教座が置かれ、そしてレ・サーブル＝ドロンヌとフォントネー＝ル＝コントへ向かう道路がリュソンで交差していた、この3つの人の動きによってリュソンの町は発展した。19世紀初頭に改装された港は、北ヨーロッパとの貿易で発展していた。当時、ヴァンデのプレーヌ地方でとれたコムギが外へ輸出される場所の1つだったのである。鉄道の到来により、結果的に港は閉鎖された。1914年、リュソンはヴァンデで3番目に電化されたコミューンとなった。給水塔のふもとに旧発電所があったためである。

### バ・ポワトゥーの宗教都市
7世紀、聖フィリベールはリュソンの地に修道院をたてた。すでに846年にはヴァイキングによって荒されており、853年に再び攻撃された。ヴァイキングの首領ハスティング（fr）は、町を攻略すると略奪した。ポワティエ伯が動員した別の首領は、彼が町を発つ前に到着し、町を包囲した。ハスティングは交渉して、町を離れる際には火を放った。
1317年、ローマ教皇ヨハネス22世の意思によって町は司教座が置かれ、バ・ポワトゥーの宗教上の中心地となった。ルイ13世の宰相となる以前、フランス外交の大人物リシュリュー枢機卿は、リュソン司教だった。彼はリュソンを『フランスで最も泥だらけの司教座』にふさわしいとみなしていた。これは、ユグノー戦争で破壊された町を再建する際に適用された言葉である。彼は、公教要理を書くこと、司牧の訪問を組織して教区内の司祭を育成することを気にかけていた。

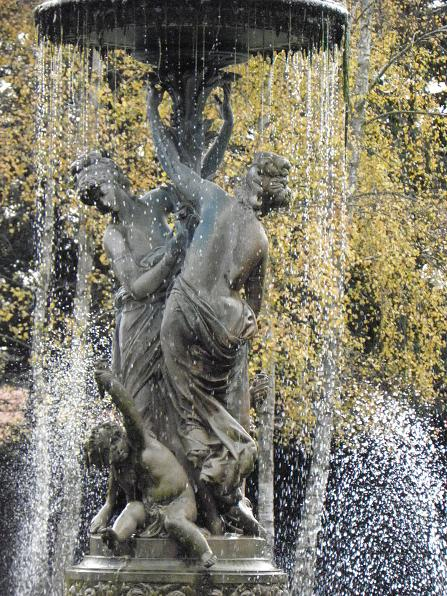
デュメーヌ庭園の噴水

1469年5月には、特許状において、ルイ11世はかつてパウルス2世から授けられた書簡によって、リュソンの教会の世俗化を許可した。
ナポレオン3世は聖堂に、カヴァイエ＝コル家製造の非常に美しくロマンティックなオルガンを提供した。
1995年、現代の金細工職人グージは、聖歌隊席の家具を作成した。

### 庭園都市
司教座の町、リュソンは、スレート屋根の豊かな邸宅が証明しているように、長い間裕福な階級の住居があった。19世紀には一部の産業家たちが、建物に塔やガーゴイルといった中世の外観を与えた。リュソンの歴史的な墓地の墓石も、ネオゴシック趣味を反映している。司教も、イギリスのパブリック・スクール様式のコレージュ・リシュリューを建てた。司教座の神学校はウォルター・スコットにふさわしい世界を遅れて研究していた。

## 人口統計
| 1962年 | 1968年 | 1975年 | 1982年 | 1990年 | 1999年 | 2008年 | 2013年 |
| ------ | ------ | ------ | ------ | ------ | ------ | ------ | ------ |
| 7599   | 8243   | 9002   | 9066   | 9099   | 9311   | 9753   | 9361   |

参照元:1962年から1999年までは複数コミューンに住所登録をする者の重複分を除いたもの。それ以降は当該コミューンの人口統計によるもの。1999年までEHESS/Cassini、2004年以降INSEE

## 史跡

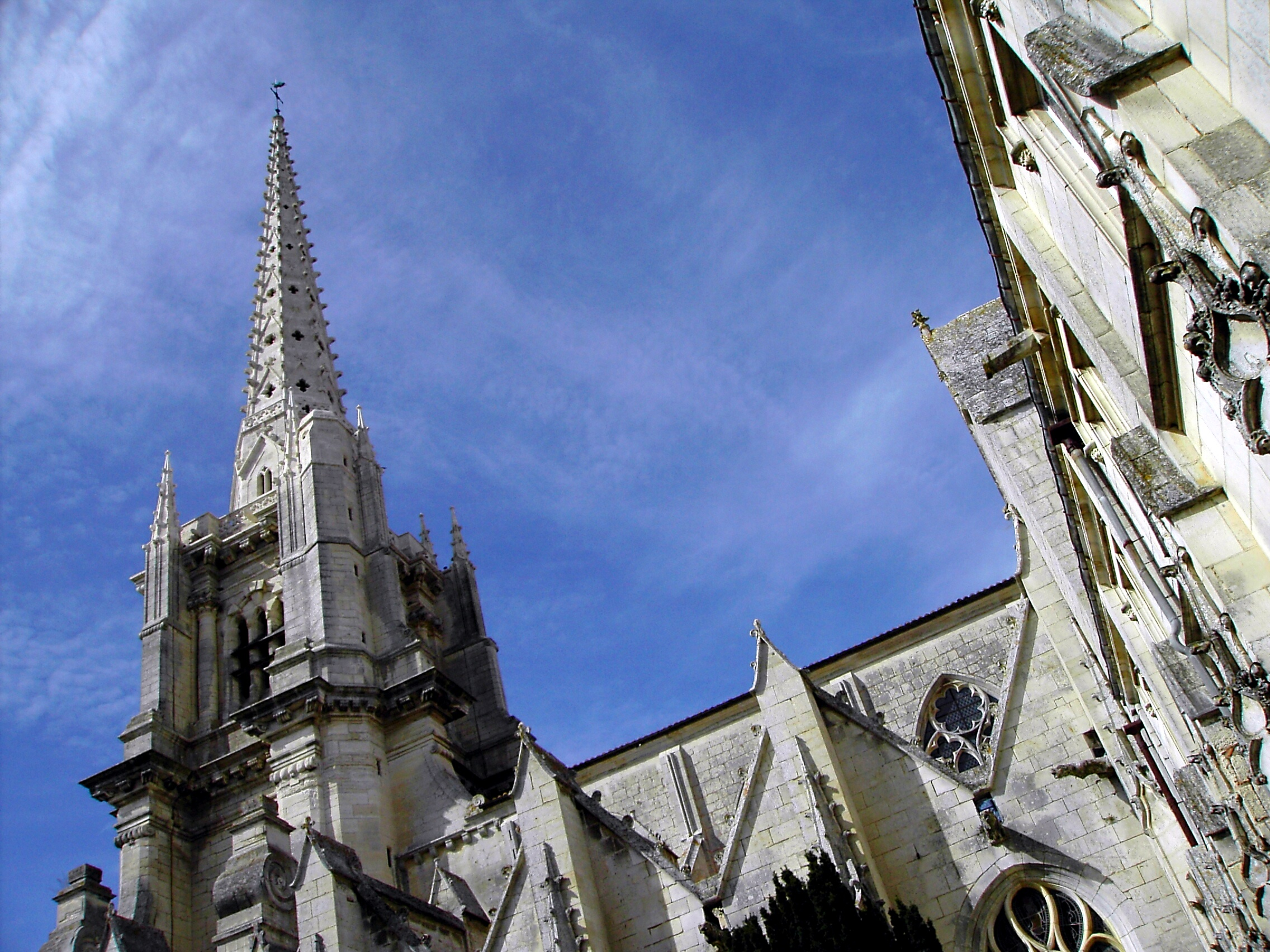
聖堂
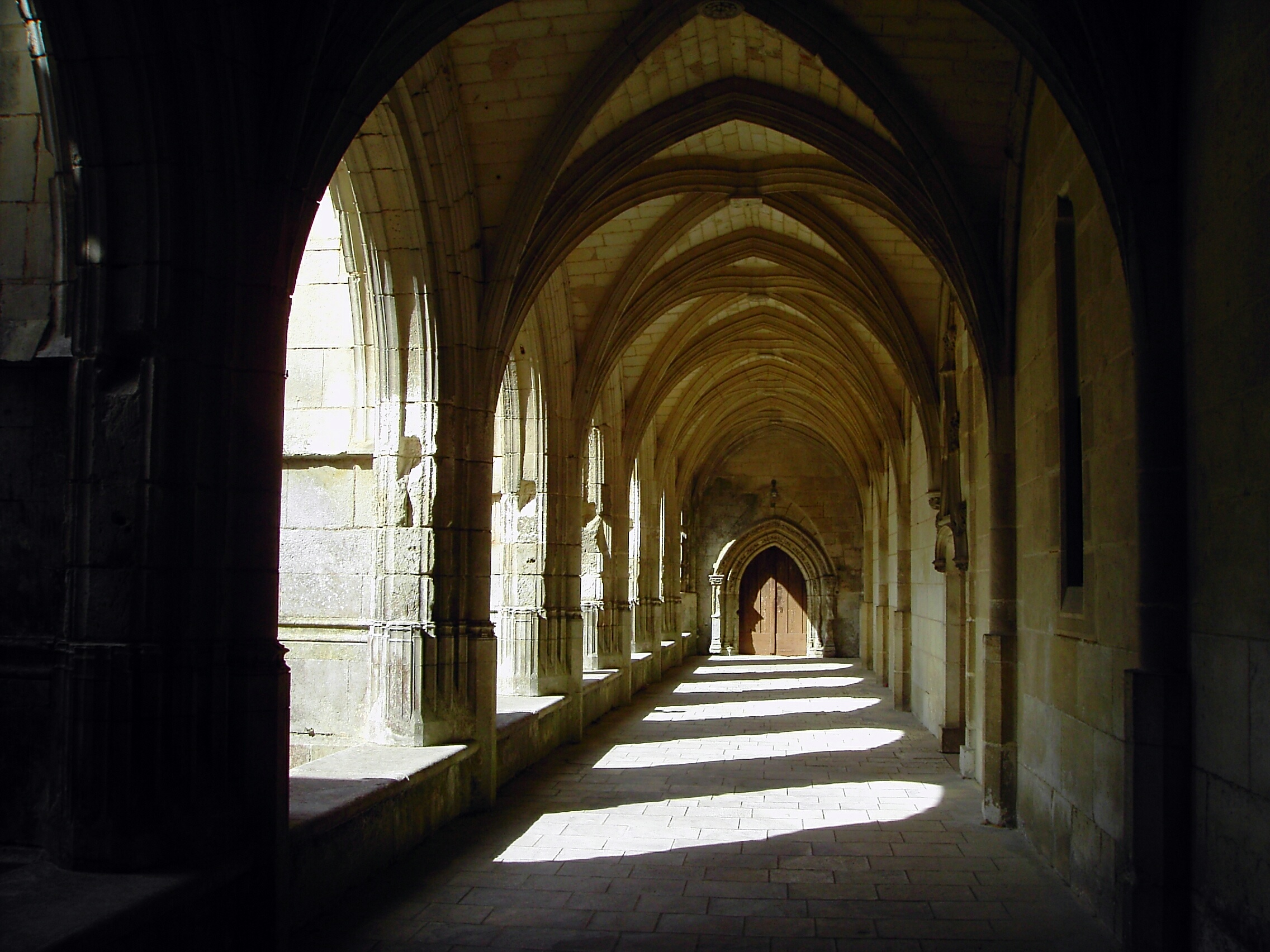
回廊
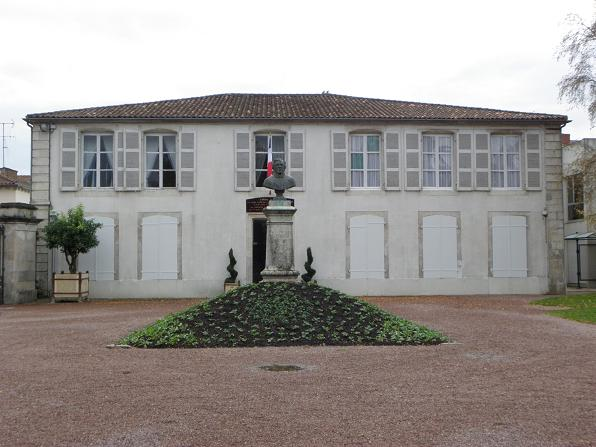
オテル・ド・ヴィル
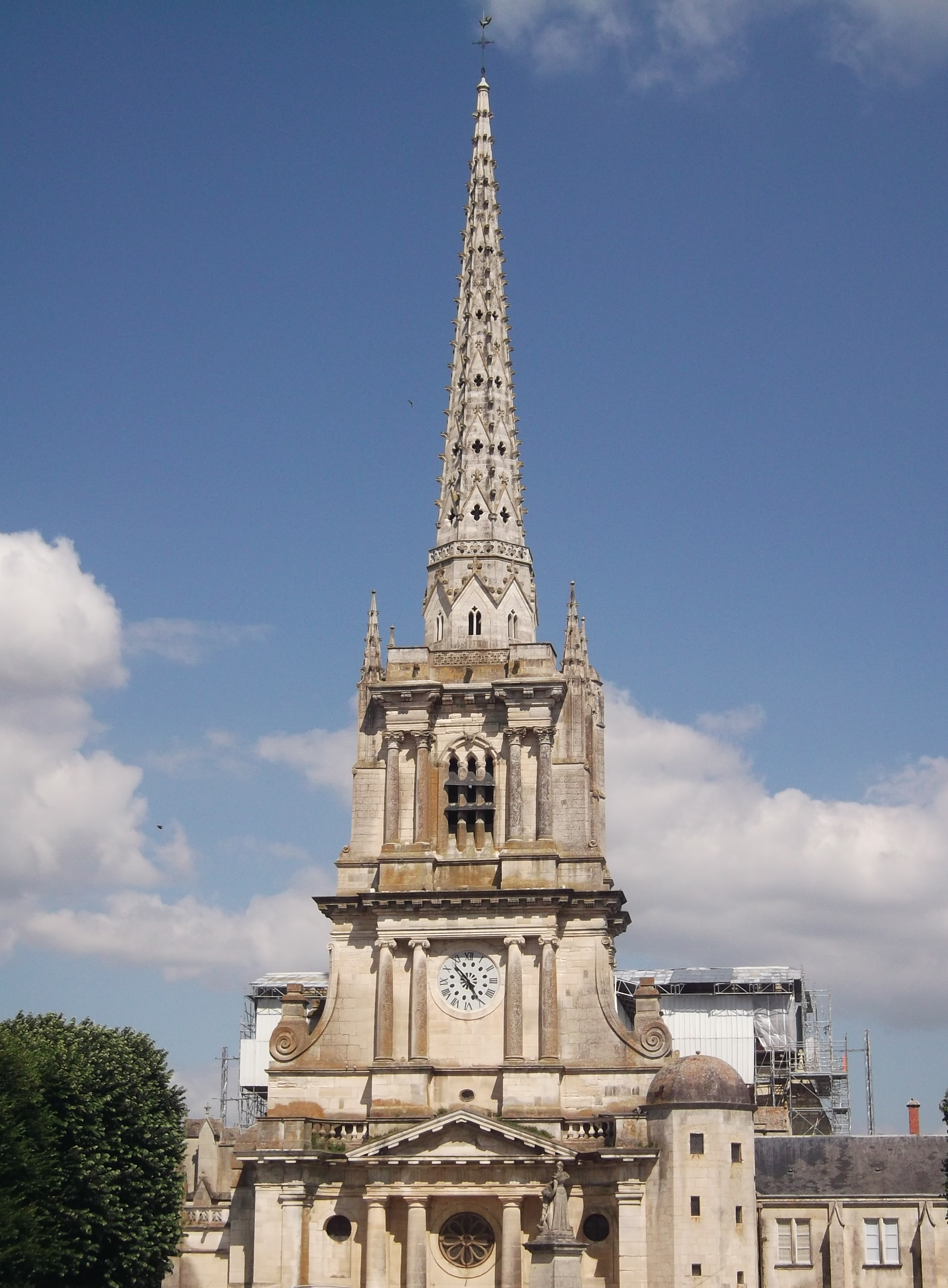
ノートルダム・ド・ラソンプション聖堂
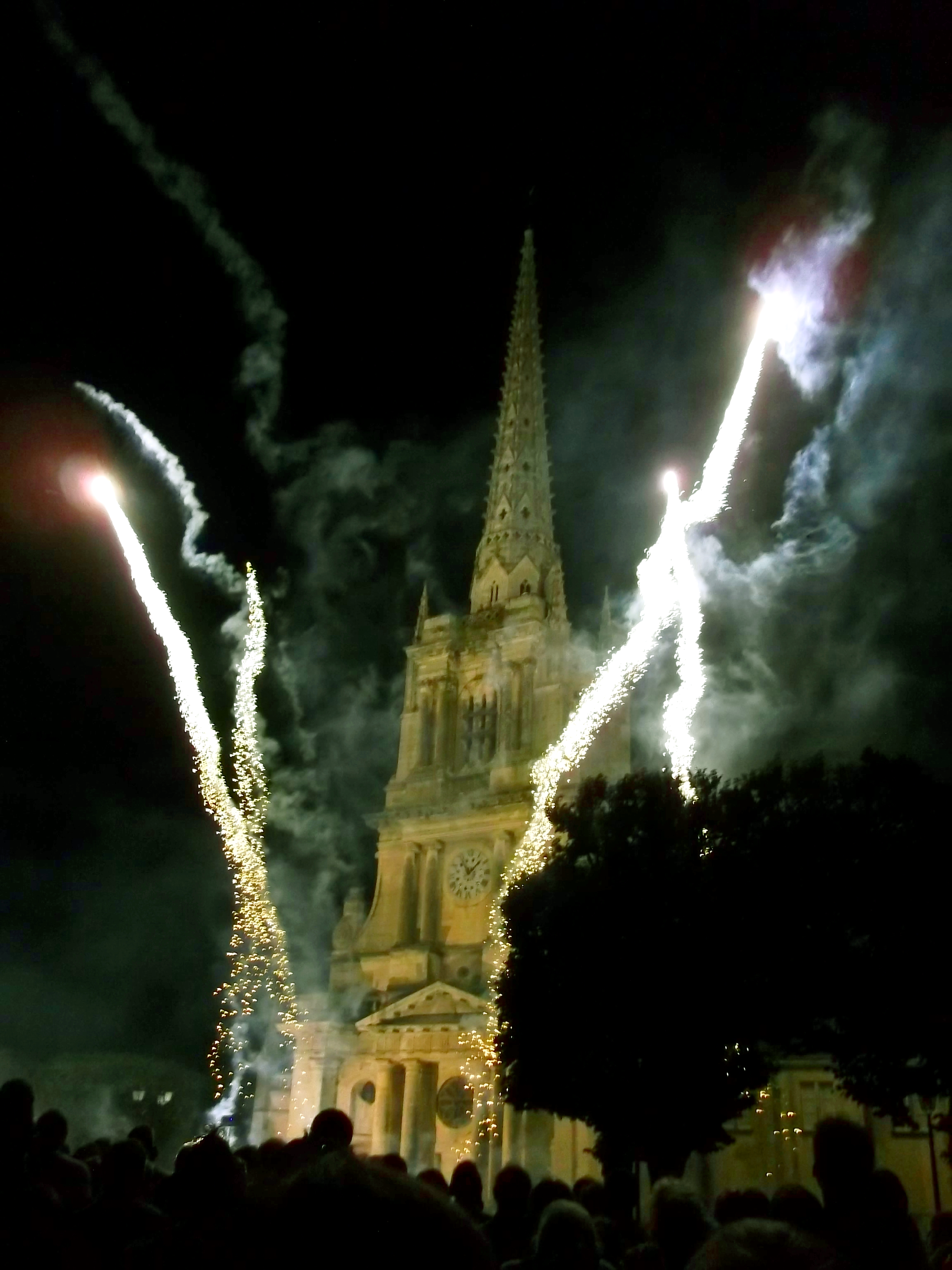
リュソンの国祭
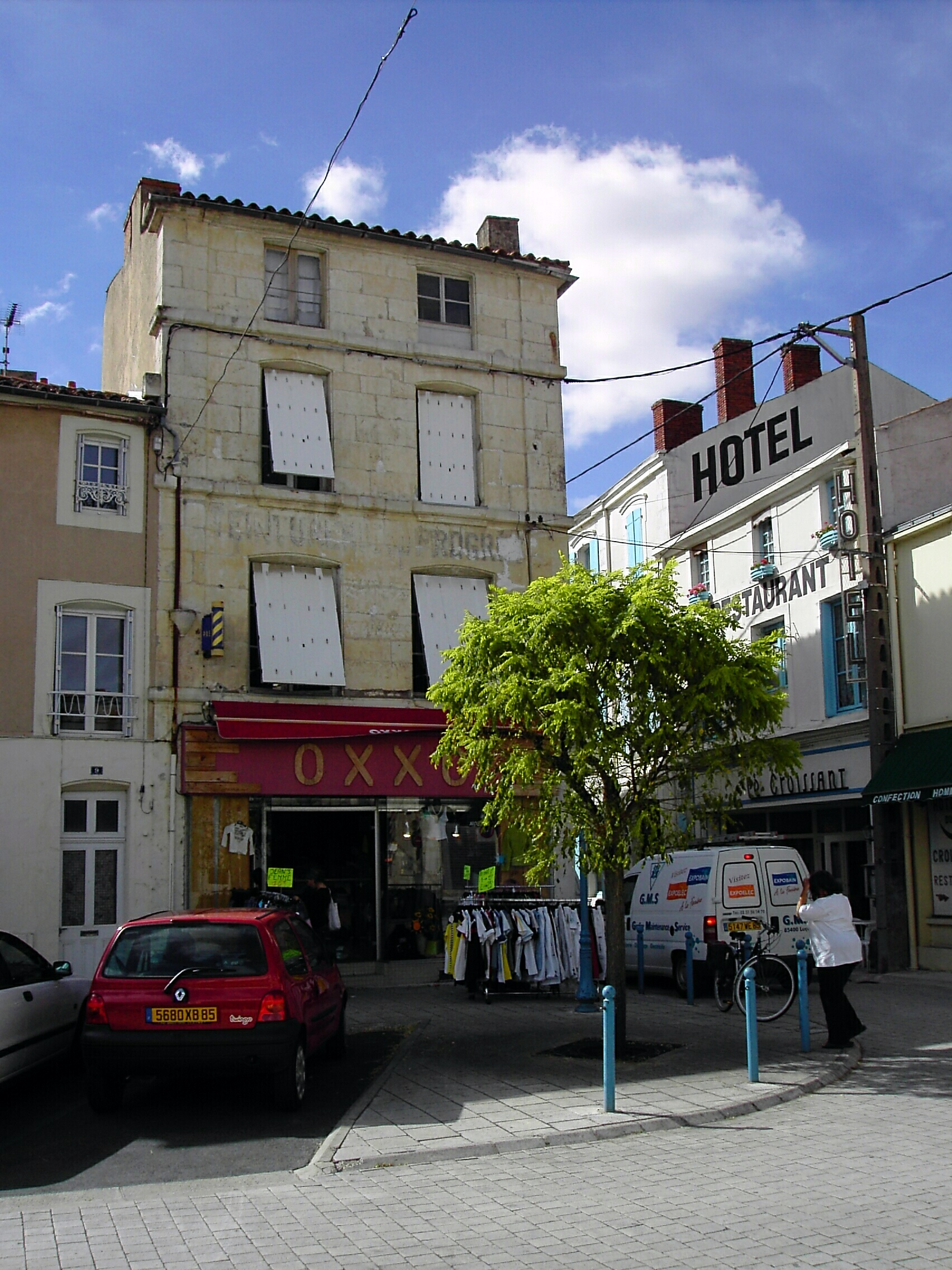
リュソンの通り
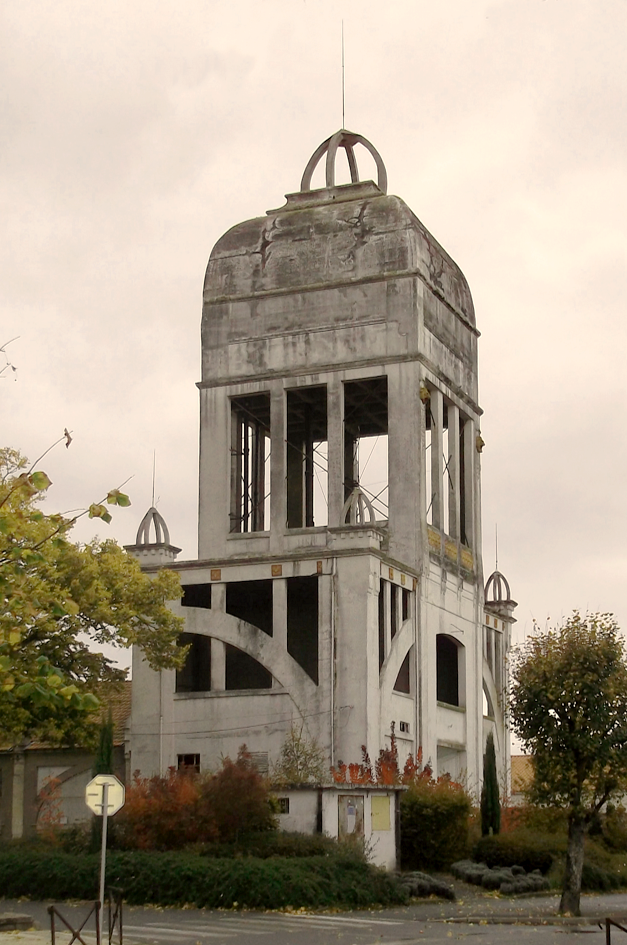
給水塔
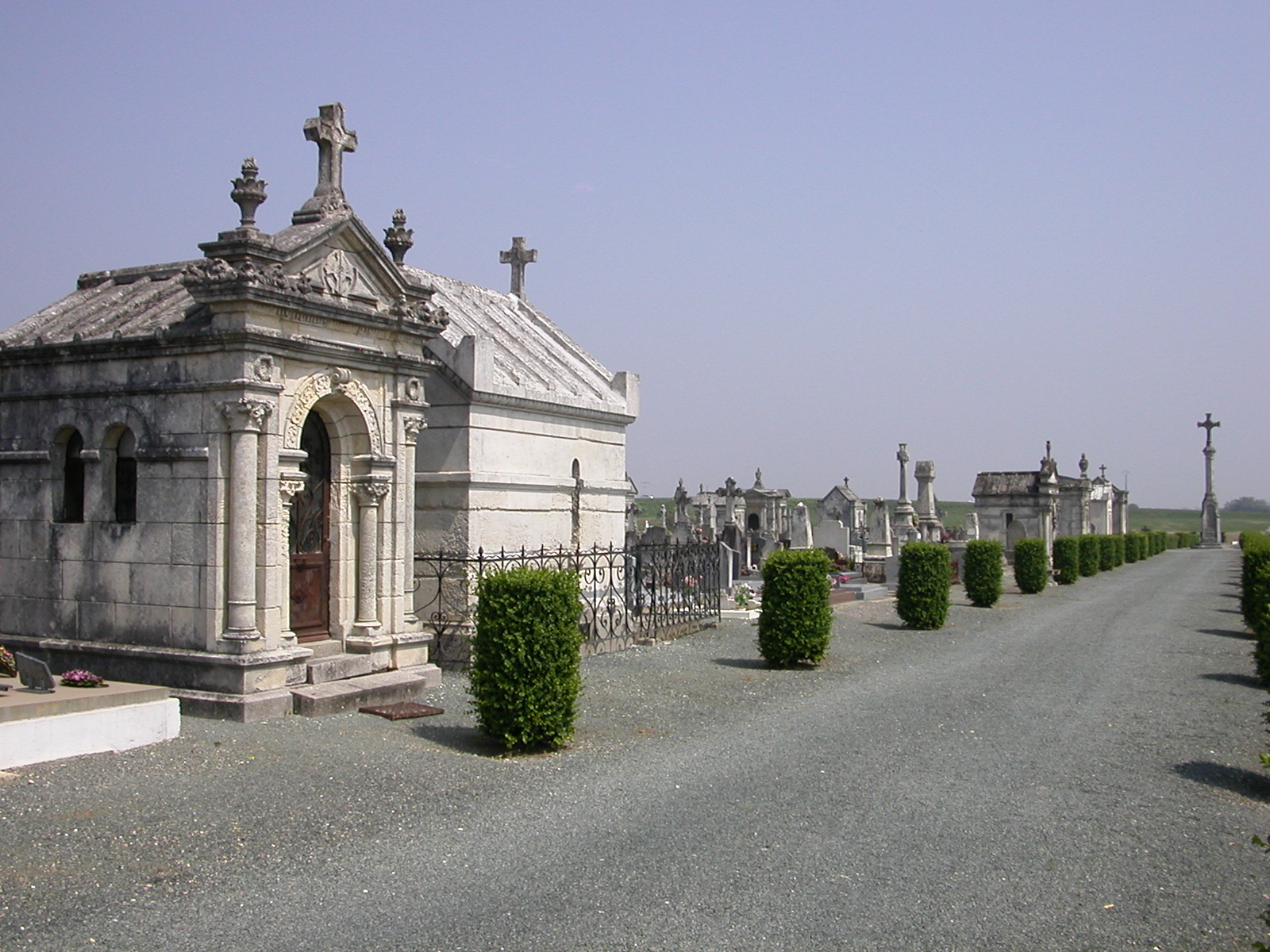
墓地

## 姉妹都市
- リシュリュー、フランス

### ノート
1. ↑  Réélu en 2008 et 2014.